# N2 (Kamerun)
Die N2 ist eine Fernstraße in Kamerun, die in Yaoundé an einem Kreisverkehr, wo sie sich mit der N1 bzw. der N3 kreuzt, beginnt und in Ambam an der Grenze nach Gabun endet. Sie ist 276 Kilometer lang.

## Kreuzungen
| Nummer | Ort     | Fernstraße |
| ------ | ------- | ---------- |
| 1      | Ebolowa | N17        |
| 2      | Abung   | N9         |
| 3      | Jaunde  | N3         |